# Musikjahr 1523
Liste der Musikjahre

◄◄ | ◄ | 1519 | 1520 | 1521 | 1522 | Musikjahr 1523 | 1524 | 1525 | 1526 | 1527 | ► | ►►

Weitere Ereignisse
Dieser Artikel behandelt das Musikjahr 1523.

## Ereignisse
- Martin Agricola ist Musiklehrer in Magdeburg.
- Bonifacius Amerbach, der zuvor in Basel und Freiburg im Breisgau studiert hatte, beendet von 1519 bis 1525 seine Ausbildung an der Universität Avignon, wo er Schüler von Andreas Alciatus ist. Sein Studium wird er mit einer Promotion zum Doktor beider Rechte abschließen.
- Jakob Arcadelt ist von 1516 bis 1524 Chorknabe („vicariot“) unter den Chorleitern Lambert Masson und Charles de Niquet an der Kollegiatkirche St. Aubain seiner Heimatstadt Namur.
- Pietro Aron ist ab 1523 im Dienst des Johanniter Priors Sebastiano Michiel in Venedig tätig, dem er seinen Traktat Thoscanello de la musica widmet.[1]
- Hans Buchner ist Domorganist am Münster zu Unserer Lieben Frau in Konstanz.
- Carpentras kehrt – als Papst Hadrian VI. 1523 stirbt und ihm mit dem neuen Papst Clemens VII. wieder ein Kunstmäzen folgt – von Avignon nach Rom zurück. Dort angekommen stellt er überrascht fest, dass seine eigene Musik nach wie vor gesungen wird, wenn auch in korrumpierten Versionen. Infolgedessen fertigt er sorgfältige Kopien von einigen seiner Werke an und präsentiert Clemens VII. diese Sammlung als die „wahre“ oder „korrigierte“ Version.
- Marco Antonio Cavazzoni wirkt zwischen 1517 und 1524 in Venedig als Sänger am Markusdom und Organist an Santo Stefano.
- Nicolas Champion ist als Kanoniker-Kantor in Lier Nachfolger des verstorbenen Kantors Nicolas de Leesmeester. Er bleibt weiterhin zeitweilig im Dienst der Hofkapelle Karls V. und reist mit ihr 1523 als Interims-Kapellmeister nach Spanien.
- Wolfgang Dachstein, der in den Konvent der Dominikaner in Straßburg eingetreten war und als Organist an der Straßburger Thomaskirche arbeitete, verlässt im Frühjahr 1523 das Kloster und schließt sich der Reformation an.

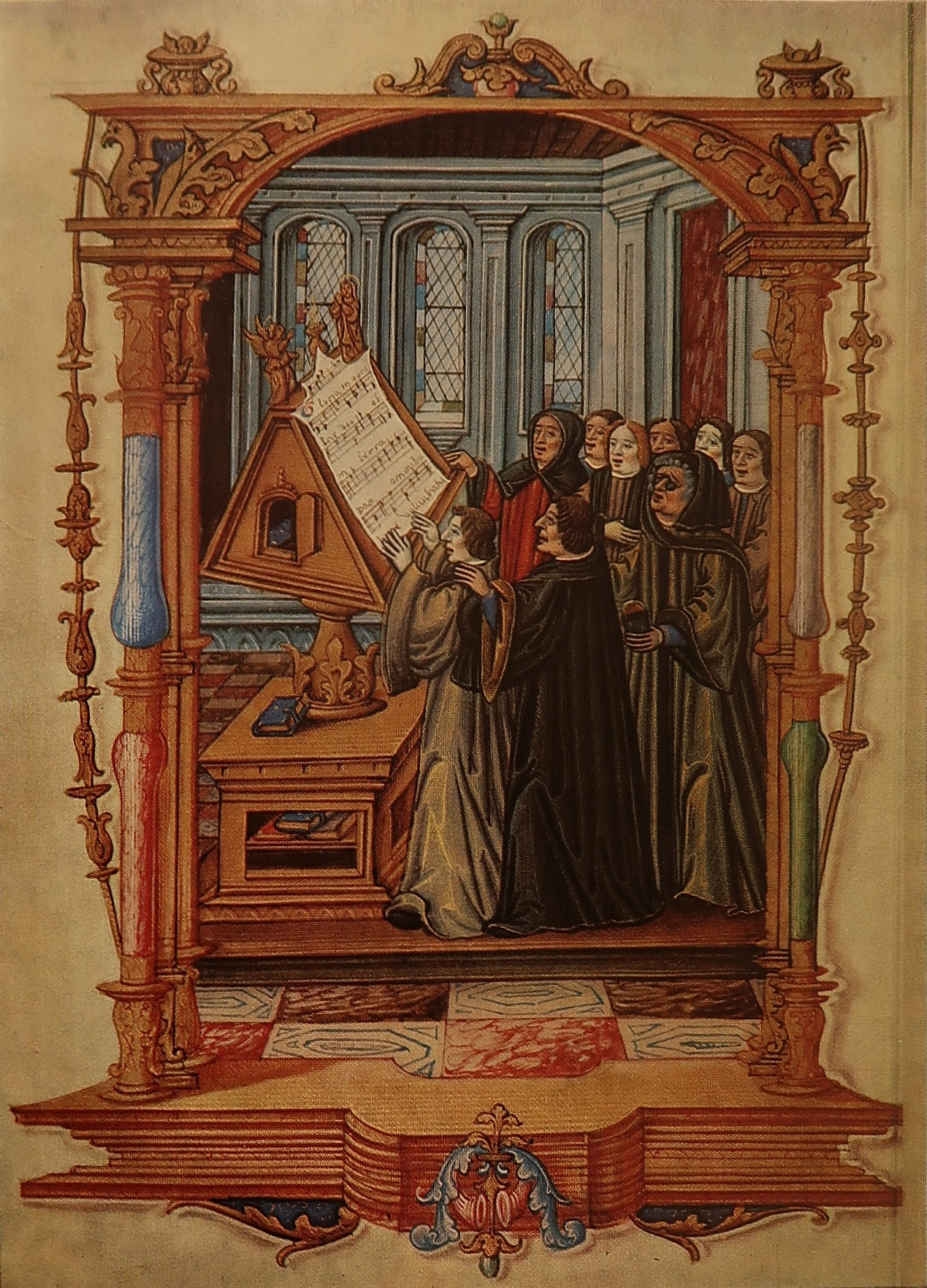
Johannes Ockeghem als Premier chappellain mit seinen Sängern, postume Miniatur (1523)

- Sixt Dietrich ist in Konstanz Diakon und Lehrer der Chorknaben in Musik und Latein.
- Antonius Divitis ist Sänger der Hofkapelle des französischen Königs Franz I.
- Pedro de Escobar steht in Portugal im Dienste des Monarchen Manuel I. (Portugal). Er ist Lehrer der Knaben an der Kapelle seines Sohnes Alfonso.
- Mateu Fletxa el Vell wird 1523 zum Kapellmeister der Kathedrale von Lleida ernannt und schließlich unterrichtet er sogar die Töchter von Kaiser Karl V., Maria und Joana.
- Georg Forster ist Mitglied der Heidelberger Kantorei von Kurfürst Ludwig X., welche unter Leitung des Kapellmeisters und Komponisten Lorenz Lemlin steht. Er erhält dort eine gründliche musikalische Ausbildung. Zu seinen Mitschülern gehören unter anderen Caspar Othmayr, Jobst von Brandt und Stefan Zirler, was zu einer lebenslangen Freundschaft mit diesen Komponisten führt.
- Lupus Hellinck, der Succentor an der Liebfrauenkirche in Brügge ist, erhält die gleiche Position am 17. Juni 1523 an der Hauptkirche St. Donatian, welche mit den Aufgaben der Chorleitung und des Unterrichts der Chorknaben verbunden ist.
- Nikolaus Herman ist Kantor und Lehrer an der Lateinschule in St. Joachimsthal.
- Paul Hofhaimer ist spätestens seit 1522 Domorganist am Salzburger Dom im Dienst von Fürsterzbischof Kardinal Matthäus Lang von Wellenburg.
- Hans Kugelmann ist seit 1518 in der Hofkapelle Kaiser Maximilians I. angestellt. Hier bleibt er vermutlich bis 1523 und tritt dann in den Dienst im Hause Fugger in Augsburg ein.
- Erasmus Lapicida, der um das Jahr 1521 vom Habsburger Erzherzog Ferdinand I. (Regierungszeit als Erzherzog 1521–1531) am Schottenkloster in Wien eine Präbende verliehen bekam, lebt dort die 26 restlichen Jahre seines Lebens.
- Georg Liban hält Vorlesungen an der Universität Krakau und ist von etwa 1506 bis 1528 an der Schule der Marienkirche als Kantor, seit 1514 als Rektor tätig. Er unterrichtet lateinische Prosodie, Griechisch und Musik.
- Johannes Lupi studiert seit dem 28. August 1522 an der philosophischen Fakultät der Universität Löwen eine der vier Paedagogia.
- Jean l’Héritier lebt in Mantua.
- Francesco Canova da Milano, der für Papst Leo X. gearbeitet hatte, verbleibt wahrscheinlich auch während der Regentschaft von Hadrian VI. und Clemens VII. in Rom.
- Nicolas Payen ist wahrscheinlich zwischen 1522 und 1529 Chorknabe bei der capilla flamenca von Kaiser Karl V.
- Francisco de Peñalosa, der Mitglied der königlichen spanischen Kapelle war, ist seit Spätsommer 1517 Sänger an der päpstlichen Kapelle von Papst Leo X. in Rom. Peñalosa übt dieses Amt mindestens bis zum Tode Leos X. im Jahr 1521 aus; anderen Quellen zufolge sogar bis 1523.
- Matteo Rampollini ist seit 1520 Nachfolger von Bernardo Pisano als Leiter des Knabenchores an der Kathedrale Santa Maria del Fiore in Florenz.
- Ludwig Senfl tritt 1523 in den Dienst Herzog Wilhelms IV. in München. Seine Aufgabe bestehen vornehmlich darin, die Hofkapelle nach dem Vorbild der kaiserlichen Institution hinsichtlich Personal und Repertoire auf- und auszubauen. Dabei kann er nicht nur zahlreiche Werke aus seiner Zeit am Kaiserhof, sondern auch mehrere Mitglieder der ehemaligen kaiserlichen Kapelle nach München mitbringen, darunter seinen Sängerkollegen Lukas Wagenrieder, der für Senfl in späteren Jahren auch immer wieder Kopistendienste übernehmen wird. Senfl begründet den hervorragenden Ruf der Münchner Hofkapelle, der er bis zu seinem Tod (1543) nach eigenen Aussagen als „musicus intonator“ vorsteht.
- Claudin de Sermisy wirkt als Geistlicher in der Diözese Noyon und – wie Antonius Divitis – als Mitglied der Hofkapelle von König Franz I. von Frankreich.
- Crispinus van Stappen ist an der Kathedrale von Cambrai tätig. Zu seinen Aufgaben gehört die Rekrutierung neuer Sänger für die Kathedrale und auch für die päpstliche Kapelle. Entsprechende Reisen sind für die Jahre 1523, 1526 und 1529 dokumentiert.
- Philippe Verdelot, der spätestens seit März 1522 Maestro di capella am Baptisterium des Doms Santa Maria del Fiore in Florenz war, bekleidet spätestens ab April 1523 das gleiche Amt am Dom selbst. Damit hat Verdelot die beiden wichtigsten kirchenmusikalischen Ämter der Stadt auf sich vereinigt und übt diese vermutlich bis Mitte 1527 aus.
- Adrian Willaert ist Mitglied der Hofkapelle des Herzogs von Ferrara, Alfonso I. d’Este.

## Instrumentalwerke

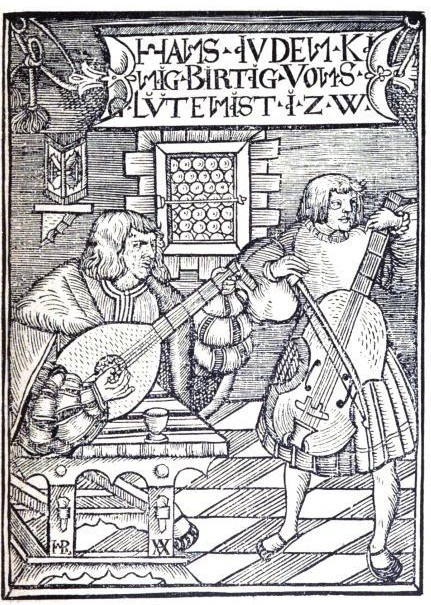
Holzschnitt aus Ain schone künstliche Underweisung von Hans Judenkönig

### Für Laute
- Hans Judenkönig
  - Utilis et Compendiaria: Noten und Audiodateien im International Music Score Library Project
  - Ain schone kunstliche Underweisung in disem Büechlein, leychtlich zu begreyffen den rechten Grund zu lernen auff der Lautten und Geygen (Wien)
  - Der ander hoff dantz: Noten und Audiodateien im International Music Score Library Project (Noten: Bearbeitung für Gitarre)
  - Ellend bringt peyn: Noten und Audiodateien im International Music Score Library Project (Noten: Bearbeitung für Gitarre)
  - Rossina, ain welscher dantz: Noten und Audiodateien im International Music Score Library Project (Noten: Bearbeitung für Gitarre)

## Vokalwerke

### Geistlich
- Marco Antonio Cavazzoni – Motette Salve Virgo: Noten und Audiodateien im International Music Score Library Project
- Nicolas Gombert – Egregie matyr Sebastiane zu fünf Stimmen

## Musiktheoretische Schriften
- Pietro Aron – Thoscanello de la musica: Noten und Audiodateien im International Music Score Library Project (Venedig; drei Nachdrucke als Toscanello in musica 1529, 1539 und 1562)

## Geboren

### Geburtsdatum gesichert
- 18. Januar: Johannes Haller der Jüngere, Schweizer evangelischer Geistlicher, Reformator und Kirchenlieddichter († 1575)
- 20. Februar: Jan Blahoslav, tschechischer Humanist, Grammatiker und Komponist († 1571)

## Gestorben

### Todesdatum gesichert
- 31. Januar: Bernhart Lachaman der Jüngere, Glockengießer (* unbekannt)
- 00. Oktober: William Cornysh, englischer Komponist (* um 1468)
- 21. November: Hans Frei, deutscher Lautenbauer und Komponist (* um 1450)